# Hologymnetis margaritis
Hologymnetis margaritis är en skalbaggsart som beskrevs av Bates 1889. Hologymnetis margaritis ingår i släktet Hologymnetis och familjen Cetoniidae. Inga underarter finns listade i Catalogue of Life.